# Hannah English Williams
Hannah English Williams (overleden in 1722) was een pionier op het gebied van natuurhistorisch onderzoek in de vroege 18e eeuw in de Britse koloniën van Noord-Amerika. Ze woonde in de omgeving van Charleston, South Carolina, en speelde een belangrijke rol bij het in kaart brengen van de natuurlijke rijkdommen van de regio. Als eerste gedocumenteerde vrouw in de Amerikaanse koloniën die actief planten- en dierenspecimens verzamelde en deze naar wetenschappelijke instellingen in Londen stuurde, leverde ze een waardevolle bijdrage aan de kennisuitwisseling tussen de Nieuwe en Oude Wereld.

## Persoonlijk leven
Hannah English Williams trouwde met Matthew English en samen kregen ze twee kinderen, Mary en Henroyda. Na het overlijden van haar man had ze in november 1692 recht op vijfhonderd hectare land nabij Stony Point. Later trouwde ze met William Williams, een plantage-eigenaar uit de omgeving. Door dit huwelijk breidde haar landbezit zich uit met nog eens vijfhonderd hectare nabij de Ashley River, als aanvulling op haar bestaande eigendommen bij Stony Point. Later in haar leven schreef ze een brief met het verzoek om medische aanbevelingen en medicijnen voor haar problemen met haar milt. English Williams werd op 16 december 1722 begraven op het kerkhof van St. Philip in Charleston, South Carolina.

## Carrière
Hannah English Williams was de eerste vrouw die een actieve rol speelde in het overbrengen van plant- en diersoorten van de Britse koloniën in Amerika naar Groot-Brittannië. Ze wisselde brieven uit met James Petiver, een Fellow van de Royal Society of London for Improving Natural Knowledge, nadat ze aanvankelijk in hun gedeelde nieuwsgierigheid waren verenigd door kapitein William Halstead uit South Carolina. Als onderdeel van Petivers netwerk van verzamelaars ontving ze instructies en benodigdheden om de specimens op de juiste wijze te conserveren voor verzending naar Groot-Brittannië. De zendingen die ze naar Petiver stuurde, bevatten een grote verscheidenheid aan organismen, waaronder talloze insectensoorten zoals vlinders, vliegen, motten, bijen, wespen en sprinkhanen, maar ook andere dieren zoals slangen, schorpioenen en hagedissen. English Williams verzamelde niet alleen schelpen en planten voor verder onderzoek in Europa, maar stuurde ook artefacten van inheemse volkeren mee, zoals een “Westo King’s tobacco pipe” en een “Queen’s petticoat made of moss”. In de vier bewaarde brieven tussen Petiver en English Williams wordt opgemerkt dat haar ontdekkingen, met name van unieke vlinders, door Petiver werden erkend. Petiver eerde haar werk door enkele vlindersoorten naar haar te vernoemen, waaronder de William's orange girdle Carolina butterfly, de William's yellow tipt Carolina butterfly en de William's selvedge-eyed Carolina butterfly.
Volgens de South Carolina Encyclopedia droeg English Williams bij aan een groeiende waardering voor botanische en zoölogische illustratiekunst, dankzij de verzamelingen die zij in de Nieuwe Wereld samenstelde.